# داء العطائف
داء العطائف وتسمى احياناً عدوى كامبيلوبكتر أو التسمم الغذائي الكامبيلوبكتيري (بالإنجليزية: campylobacterosis)حالة مرضية تصيب الجهاز المعدي المعويِ عن طريق العدوى . وتسبب بإسهال وتشنجات في البطن وحمى ، وتنتج عن أكل اللحم النيء أَو الحليب غيرِ المبستر والملوث بالعطيفة الصائمية، وهي بكتيريا تصيب الدواجن والماشية والغنم. وهو من أنواع العدوى المنتشرة على نطاق واسع، تسببه فصيلة معينة من جنس العطائف، علما بأن عدد حالات هذا المرض المبلغ عنها في بعض البلدان يتجاوز عدد حالات داء السلمونيلات. وتحدث الحالات المرضية جراء استهلاك أغذية مثل اللبن النيئ أو لحم الدواجن النيئ أو غير المطهو بشكل جيد ومياه الشرب. وقد تؤدي العدوى إلى حدوث مشكلات صحية مزمنة في 2% إلى 10% من الحالات بما في ذلك الالتهاب المفصلي التفاعلي والاضطرابات العصبية.

## الأعراض
تشمل أعراض العدوى الإسهال ( و عادة ما يكون مختلطا بالدم و المخاط) و ألم البطن، توعّك، حمى، غثيان والقيء. و تستمر العدوى عادة ما بين يومان إلى خمسة أيامِ لكن يحتمل أن تطول المدة بفعل الانتكاسات، خاصةً في البالغين. و لا تظهر أعراض المرض على العديد من المصابين به. و قد يصاب بعض الأفرادِ بالتهاب مفاصل تفاعلي ( التهاب مؤلم في المفاصل ). و تشمل المضاعفات النادرة الإاصبة بتشنجات نتيجة الحرارة العالية أو اضطرابات عصبية مثل تناذر جيلان بار أو إلتهاب السحايا. و نادرا ما يؤدي داء العطائف إلى الموت و تزيد احتمالات الإصابة به لدى صغار السن أو المتقدمين في السن أو أولئك المصابين بأمراض خطيرة مثل الإيدز.

## الأسباب

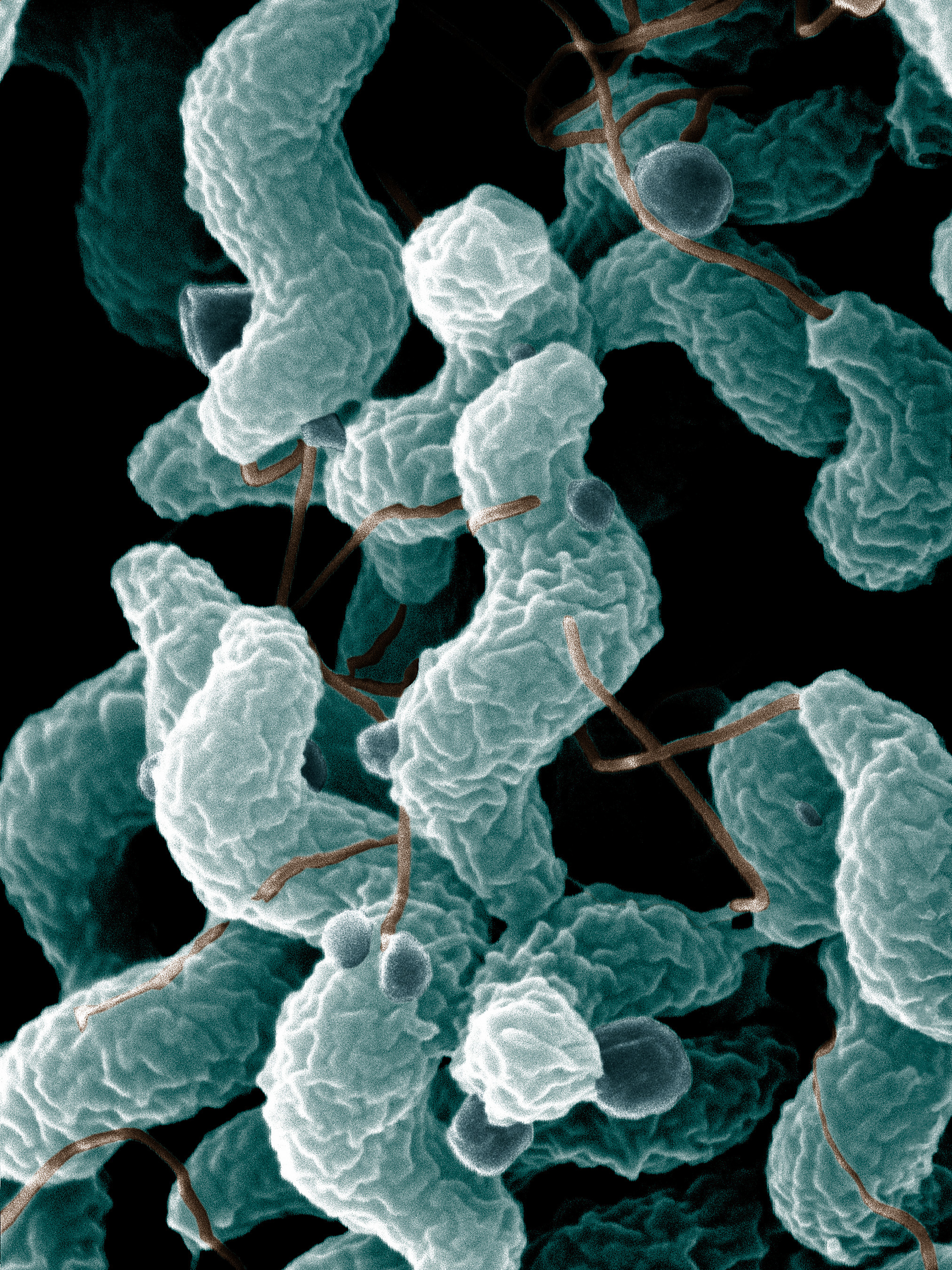
البكتيريا العطيفة هي السبب رقم واحد لمرض الجهاز الهضمي ذات الصلة بالأغذية في الولايات المتحدة. يظهر في هذه الصورة المجهر الإلكتروني الماسح لدوامة مميزة، أو المفتاح، شكل خلايا C. الصائمية والهياكل ذات الصلة.

داء العطائف مرض حيواني المصدر ينتقل إِلى البشر عن طريق الحيوانات أو المنتجات الحيوانية ). إنّ السّببَ عادة هو جرثومة العطيفة الصائمية أو سي كولاي. و تتوزع الجراثيم على نطاق واسع وتَوجد في أغلب الحيواناتِ المنزلية و البرية ذّات الدم الحارِ.تنتشر في الأطعمة الحيوانية مثل الطيور الداجنة، الماشية، الخنازير،الأغنام، النعام، و المحار وفي الحيوانات الأليفة مثل القطط والكلاب. و قد لاتظهر الأعراض على الحيوانات المصابة. و يتعرض الناس للجراثيمِ بعد إسْتِهْلاكهم للطعام الملوث مثل اللحوم غير كاملة الطهي، الماء الملوث، أو الحليب غير المغلي.

## فيزولوجية المرض
يَعتبرُ داء العطائف بصفة عامة واحداً من أكبر الأسّبابِ الجرثومية شيوعاً للالتهاب المعدي المعويِ في العالمِ. و في كل من البلدانِ المتقدمة و النامية على السواء يُسبب داء العطائف حالات إسهالِ أكثر من جراثيم السالمونيلا. و في البلدان المتقدمة يصيب المرض بشكل رئيسي الأطفالِ أقل من خمس سنوات وفي اليافعين. أما في البلدان النامية فإن الأطفال أقل من عامين هم الأكثر تعرضاً للمرض. و هي كذلك سبب متكرر لإصابة المسافرين بالإسهال.
نطاق المشكلة
يعتقد أن حوالي % 5- 14% من جميع حالات الإسهال على مستوى العالم سببها داء العطائف .

## العلاج والوقاية
داء العطائف شكل حاد من الإسهالِ الذي تنتشر الإصابة به عالميا .و يعتبر الإصحاح و التصحح و نظافة الطعام إضافة إلى إمداد المياه المأمونة من العوامل الهامة في الوقاية منه.
-الإمداد بماء الشرب المأمون بما في ذلك التطهير المستمر من العدوى ( الكلورة لماء الشرب)
-المعالجة السليمة للحيوانات الإنتاجية
-إقامة أنظمة مناسبة للتخلص من مياه المجارير و حماية مصادر الإمداد بالمياه من التلوث.
-الطهي الجيد و الكامل للأطعمة المحتمل تلوثها .
-التصحح الشخصي الكامل (غسيل اليدين بعد استعمال المراحيض، و كذلك بعد ملامسة الحيوانات الأليفة أو حيوانات المزرعة )
-تجنب شرب اللبن غير المغلي .
تشمل العلاج بالإمهاء (تعويض السوائل بالفم) زائد العلاج بمضادات حيوية لحالات الإصابة الشديدة بالعدوى.

## وصلات إضافية
- Campylobacter jejuni نسخة محفوظة 20 نوفمبر 2010 على موقع واي باك مشين. genomes and related information at PATRIC, a Bioinformatics Resource Center funded by NIAID

قالب:Bacterial diseases
قالب:Chicken